# Lambertsmühle

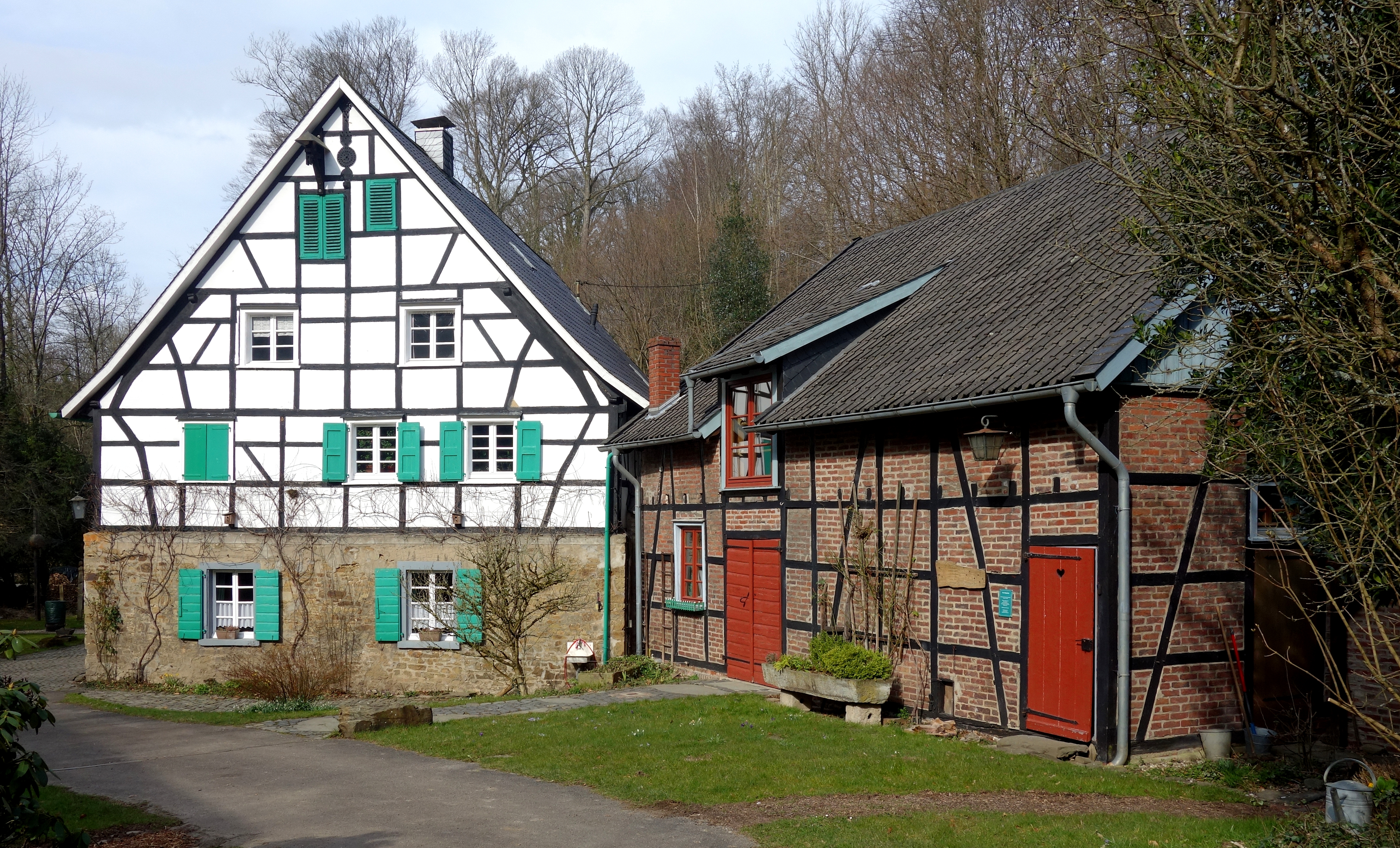
Lambertsmühle

Die Lambertsmühle ist eine ehemalige Wassermühle in der Kleinstadt Burscheid im Rheinisch-Bergischen Kreis in Nordrhein-Westfalen. Sie liegt im waldreichen Wiembachtal und ist die einzige Wassermühle in der Region.

## Geschichte

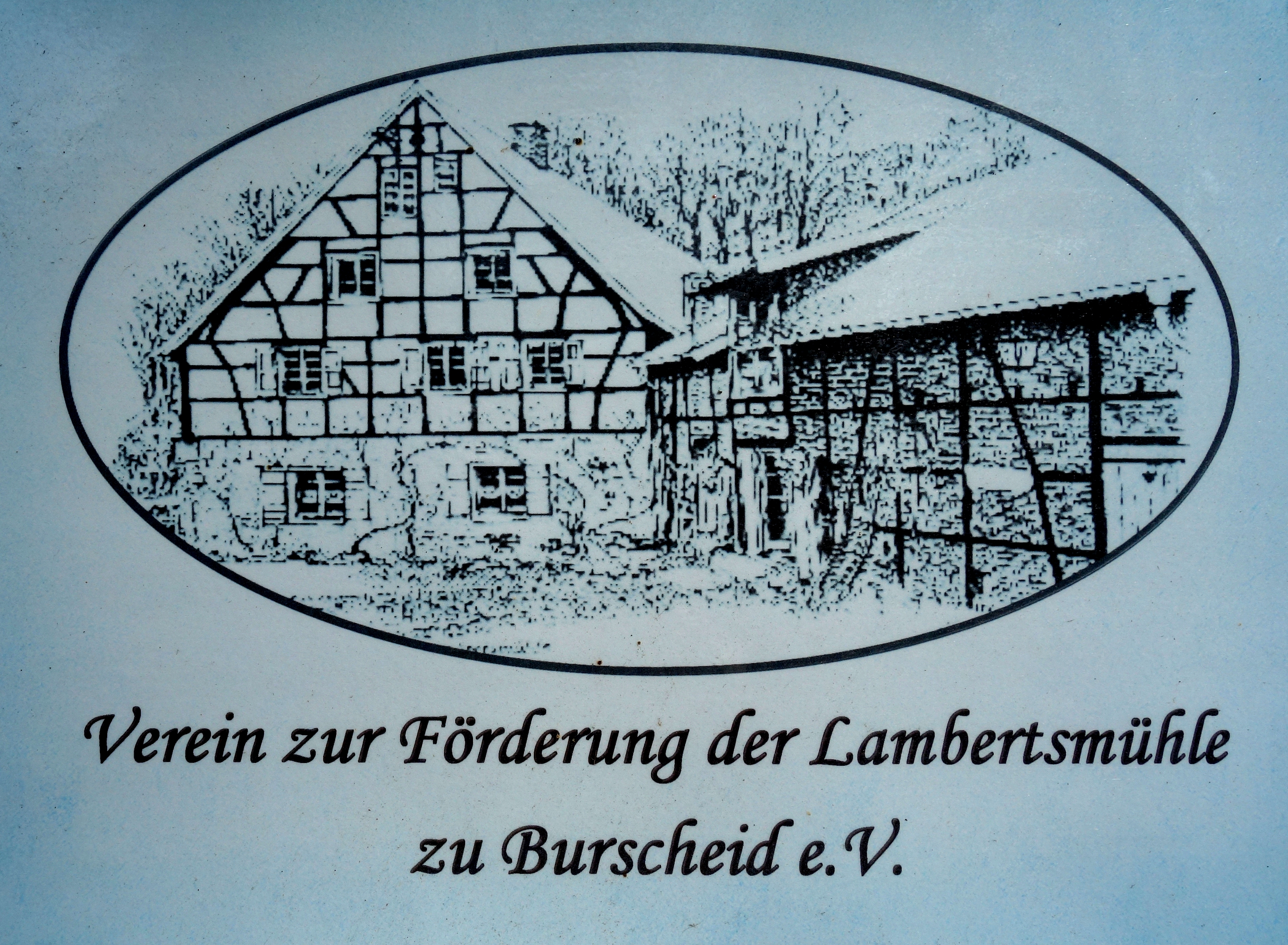
Schild des Fördervereins

Die Lambertsmühle war ursprünglich die Bannmühle des Rittersitzes Haus Landscheid. Dieser Rittersitz als Lehen und damit auch die Mühle sind vermutlich schon im 12. Jahrhundert im Zuge der Besiedlung des Bergischen Landes entstanden. Den Bauern, welche die zum Rittersitz gehörenden Äcker bewirtschafteten, wurde auferlegt, ihr Getreide in der so genannten Bannmühle mahlen zu lassen und gleichzeitig ihre Abgaben zu entrichten.
Namensgeber der heutigen Mühle war vermutlich ein um 1570 geborener Lambert, der von den Herren von Landscheid privilegiert wurde, in der Mühle zu wohnen. Bis 1751 blieb die Lambertsmühle unter der Bezeichnung „Hunds-Mühle“ (damals „die Honne“ oder „Honns-Mühle“) im Besitz der Herrschaft Landscheid. Dann erwarb Peter Busch als letzter Pächter der Mühle das Anwesen aus dem Adelsbesitztum des Freiherrn von Hall zu Landscheid. Zehn Jahre später verkaufte Peter Busch die Mühle an den Müller Philipp Klein.
Im Februar 1766 brannte die Mühle ab und wurde sofort nach dem Brand in ihrer heutigen Form wiederaufgebaut. Die Familie Klein blieb bis 1858 Eigentümer des Mühlengutshofes. Nach weiteren mehrfachen Besitzerwechseln wurde der Betrieb der Brotbäckerei, die in die Mühle eingegliedert war, im Februar 1942 eingestellt. Der Mühlen- und Mahlbetrieb mit der alten Technik wurde noch bis Dezember 1956 von Ernst Maibüchen, dem letzten Betreiber der in der Lambertsmühle tätig gewesenen Müllerbäckerfamilien, aufrechterhalten.
Die fabrikmäßig betriebenen Großmühlen und die Futtermittelindustrie erwiesen sich in der Folgezeit als ständig wachsende Konkurrenz für die Lambertsmühle. Die Aufträge für Futterschrot verringerten sich zunehmend, so dass auch eine Reparatur des eisernen Wasserrads, das sich aus seiner Verankerung gelöst hatte, sich nicht mehr lohnte, was schließlich zum Erlöschen des alten Mühlenrechts führte. So beschlossen die Eheleute Maibüchen, den Mühlenkomplex der Stadt Burscheid mit der Auflage zu überlassen, dort ein Heimatmuseum einzurichten, was der Stadtrat im Dezember 1994 auch annahm. Allerdings fehlten der Stadt hierzu die finanziellen Mittel. Deshalb übernahm der Verein zur Förderung der Lambertsmühle zu Burscheid e. V., der am 11. Januar 1995 eigens zum Zwecke der Einrichtung des Heimatmuseums gegründet wurde, diese Aufgabe. Er kümmerte sich darum, das Mühlwerk wieder betriebsbereit zu machen, stellte in der ehemaligen Salzkammer einen 200 Jahre alten Webstuhl auf und ließ die Gebäude umfassend restaurieren. 2002 konnte die Mühle zu Schauzwecken ihren Betrieb wieder aufnehmen.

## Mühle als Heimatmuseum

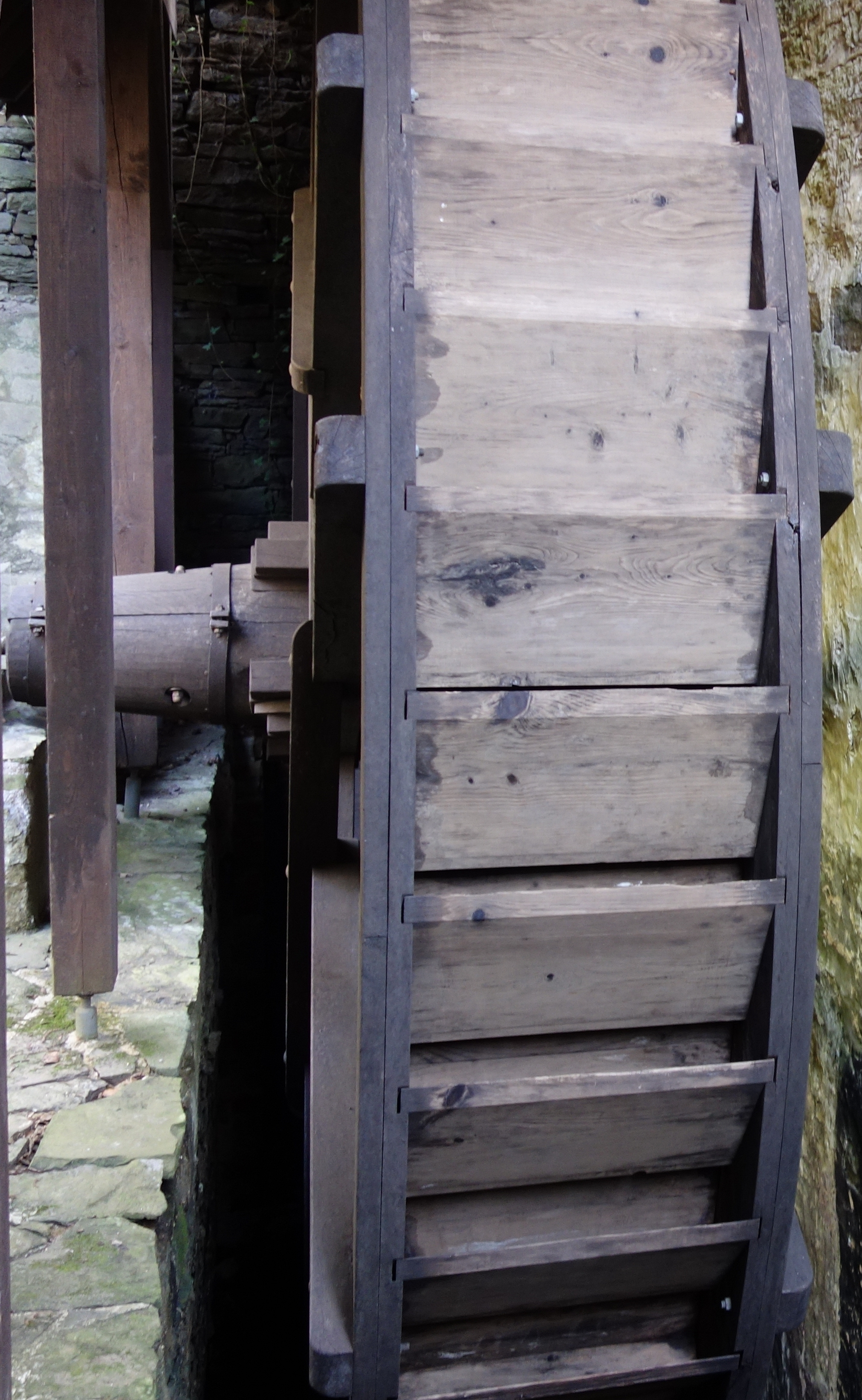
Wasserrad

Das Heimatmuseum dokumentiert das alte Mühlenanwesen mit seiner umfangreichen Ausstattung und erläutert den Weg vom Korn zum Brot. Darüber hinaus werden auch die anderen in Burscheid und den zugehörigen Ortschaften ehemals betriebenen Mühlen in Text und Bild gezeigt.
Das Wohn- und Mühlengebäude ist ein mehrgeschossiger Fachwerkbau mit einem Satteldach, in dem früher der Getreidespeicher untergebracht war. An der an den Mühlenteich angrenzenden Giebelseite befindet sich das Wasserrad. Die alten mit Kölner Decken ausgestatteten Wohnräume und ihre Türen sind noch original erhalten.
Zum Ensemble der Lambertsmühle gehören unter anderem:
- das Mühlengebäude mit oberschlächtigem Mühlrad (Durchmesser 5,60 Meter), Mahlwerk, Korn-, Stein- und Mehlboden sowie Steinbackofen,
- ein Stallgebäude von 1880, damals Viehstall und Werkstatt, heute Versammlungs- und Veranstaltungsraum
- eine Remise mit Garage, Werkstatt und Hühnerstall,
- eine Scheune mit landwirtschaftlichen Maschinen und Geräten,
- eine funktionstüchtige Schmiede mit Esse,
- eine Holzwerkstatt,
- eine Stellmacherei,
- eine Schuhmacherei,
- eine Sattlerei,
- eine Webstuhlkammer mit Gobelin-Webstuhl,
- eine Wirtschaftsküche,
- ein Hochzeitszimmer,
- ein Kellergewölbe mit Weinkeller,
- das 2014 vom Förderverein errichtete Tisch- und Stuhllager „St. Lambertus“
- ein ökologisch angelegter Bauerngarten
- verschiedene landwirtschaftliche Geräte, wie z. B. eine funktionierende Apfelpresse oder eine Dreschmaschine.[4][5][6]

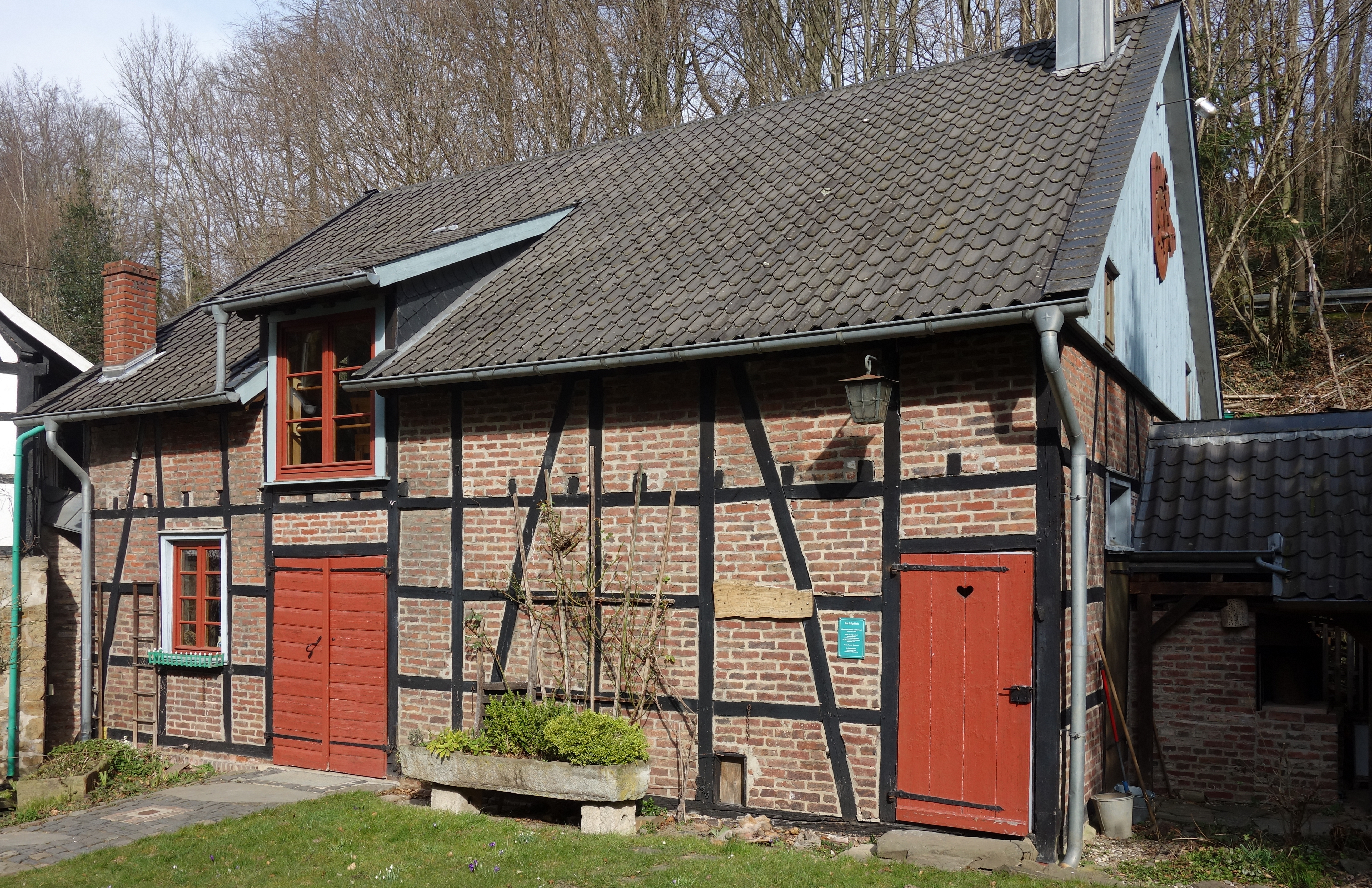
Stallgebäude
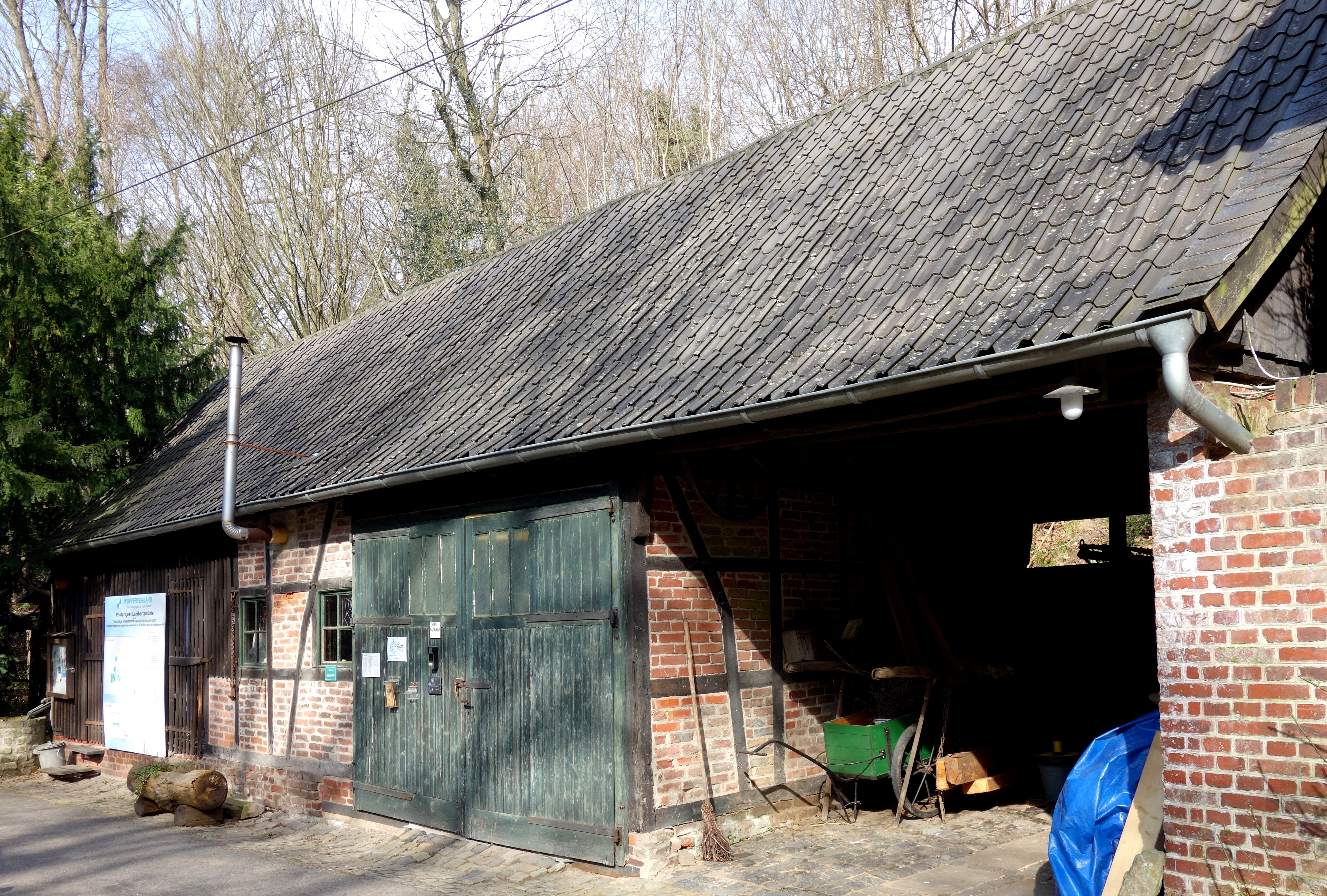
Remise
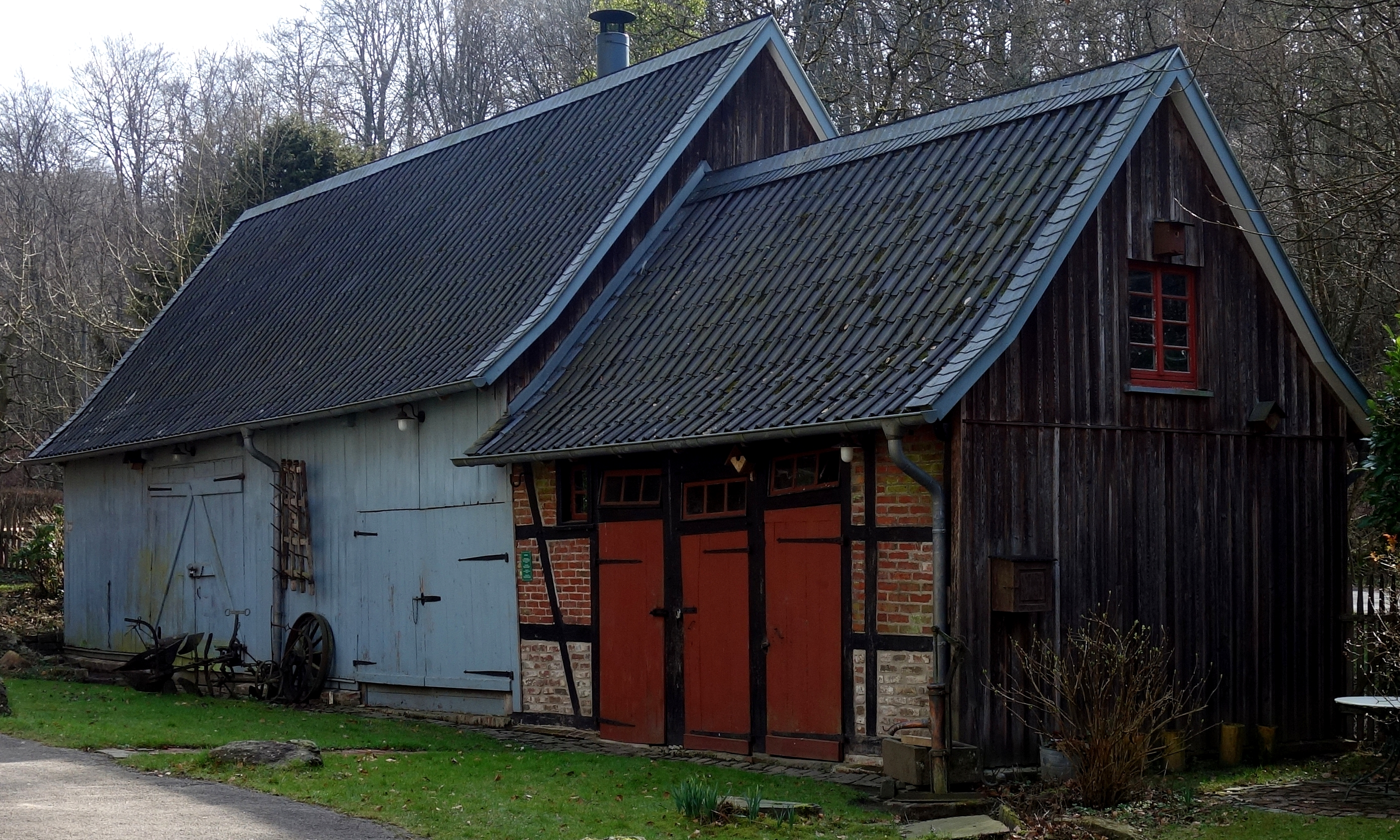
Hofansicht der Scheune
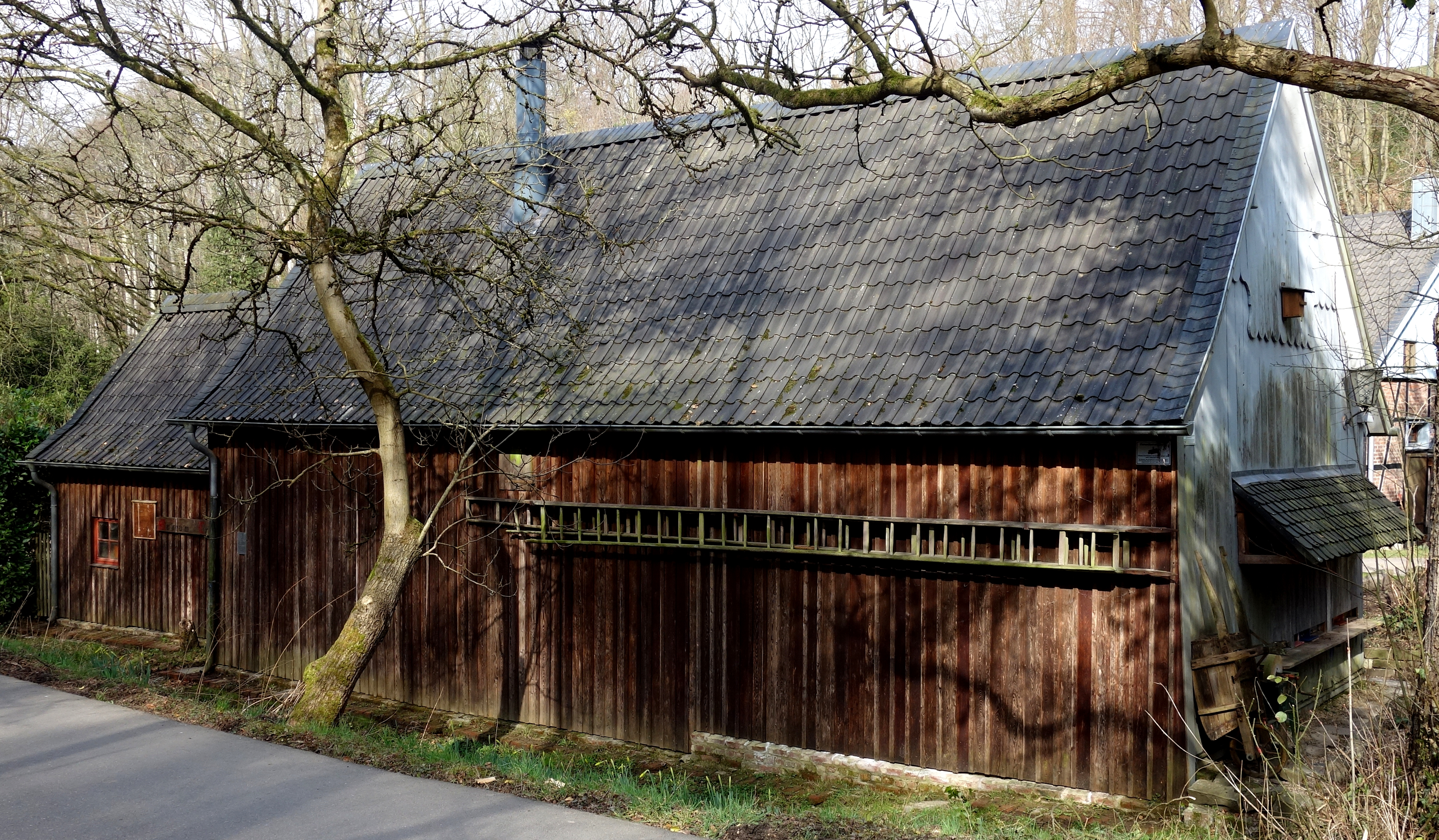
Straßenansicht der Scheune
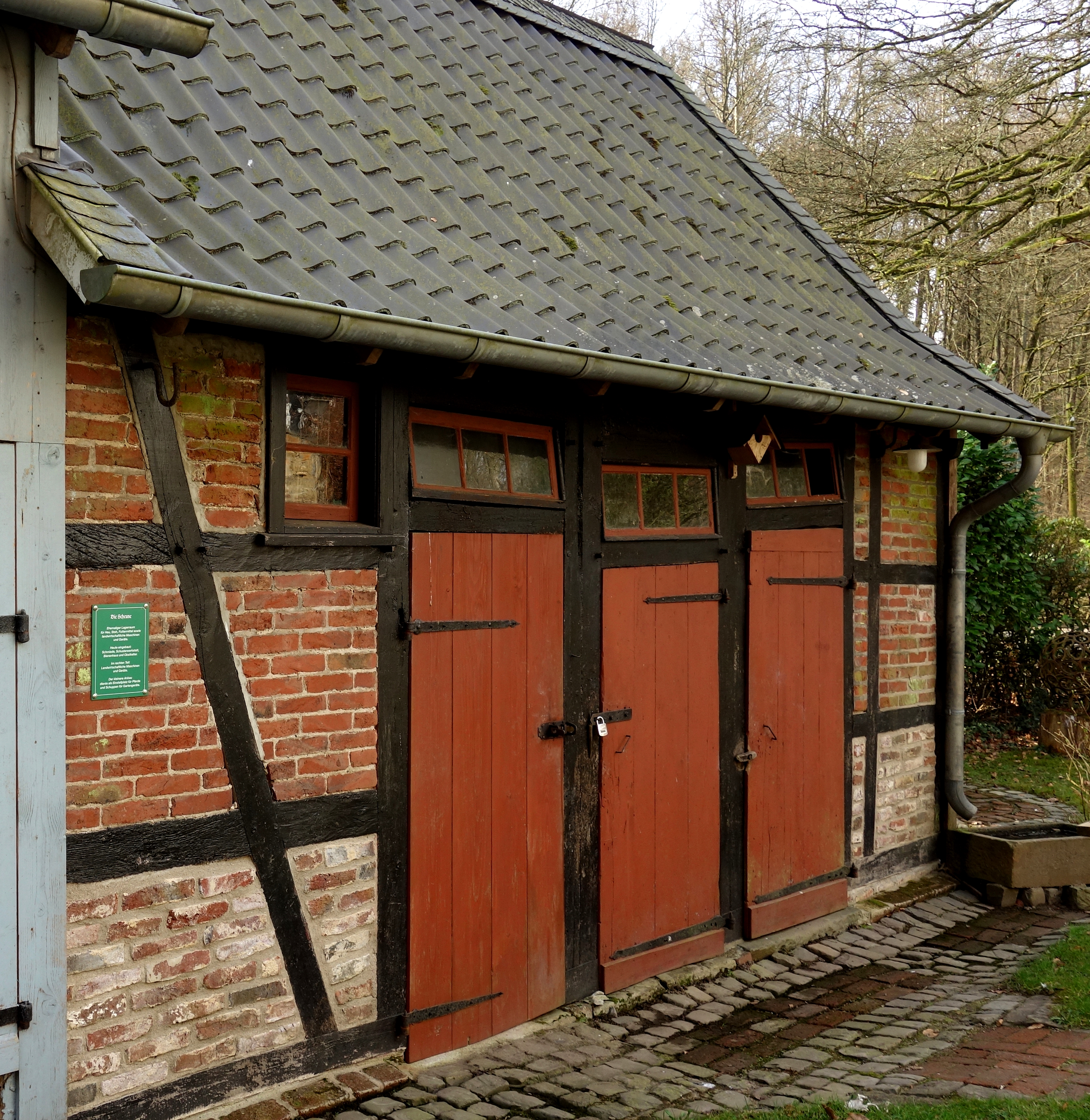
Scheunen-Anbau
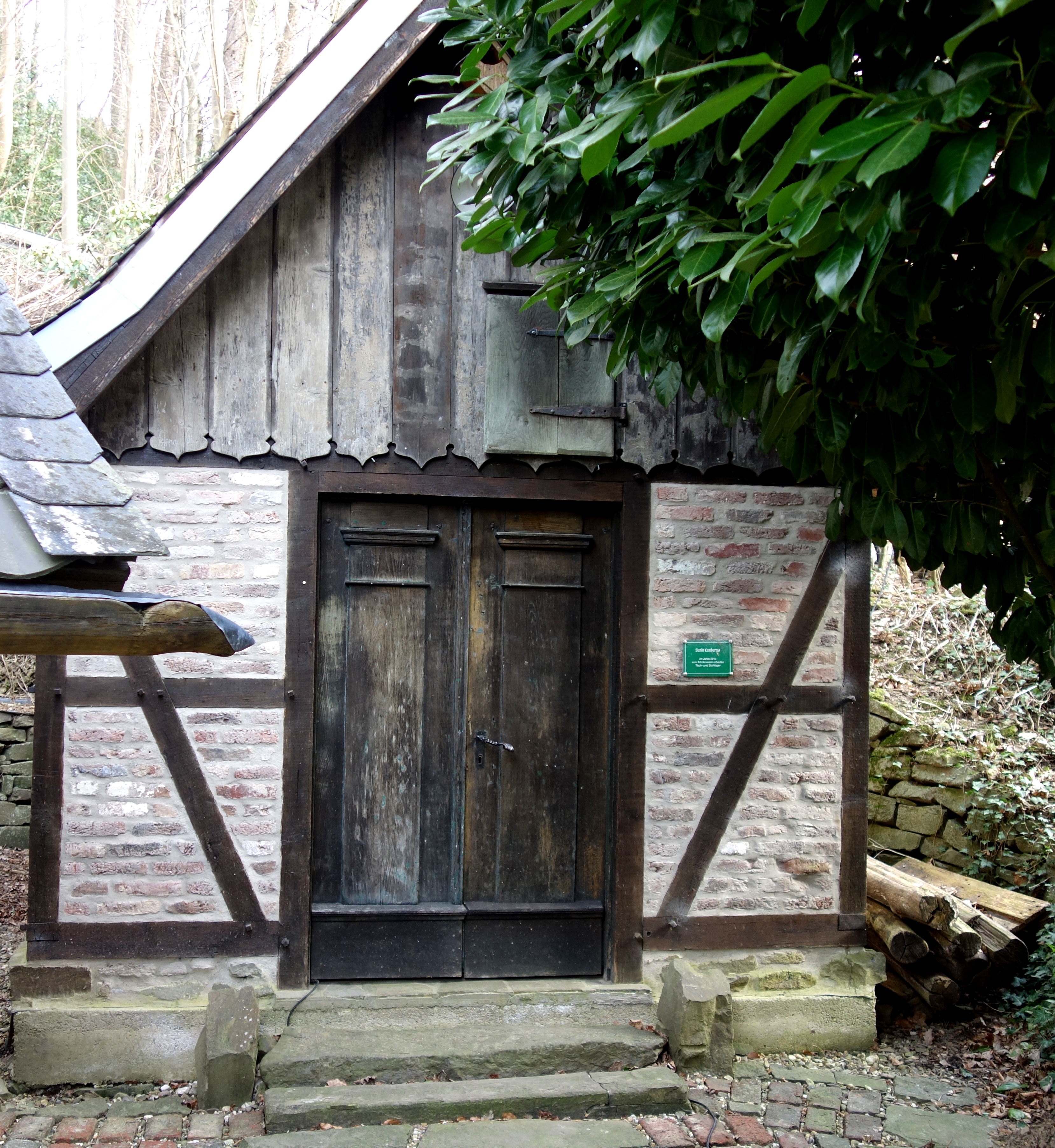
Tisch- und Stuhllager von 2014
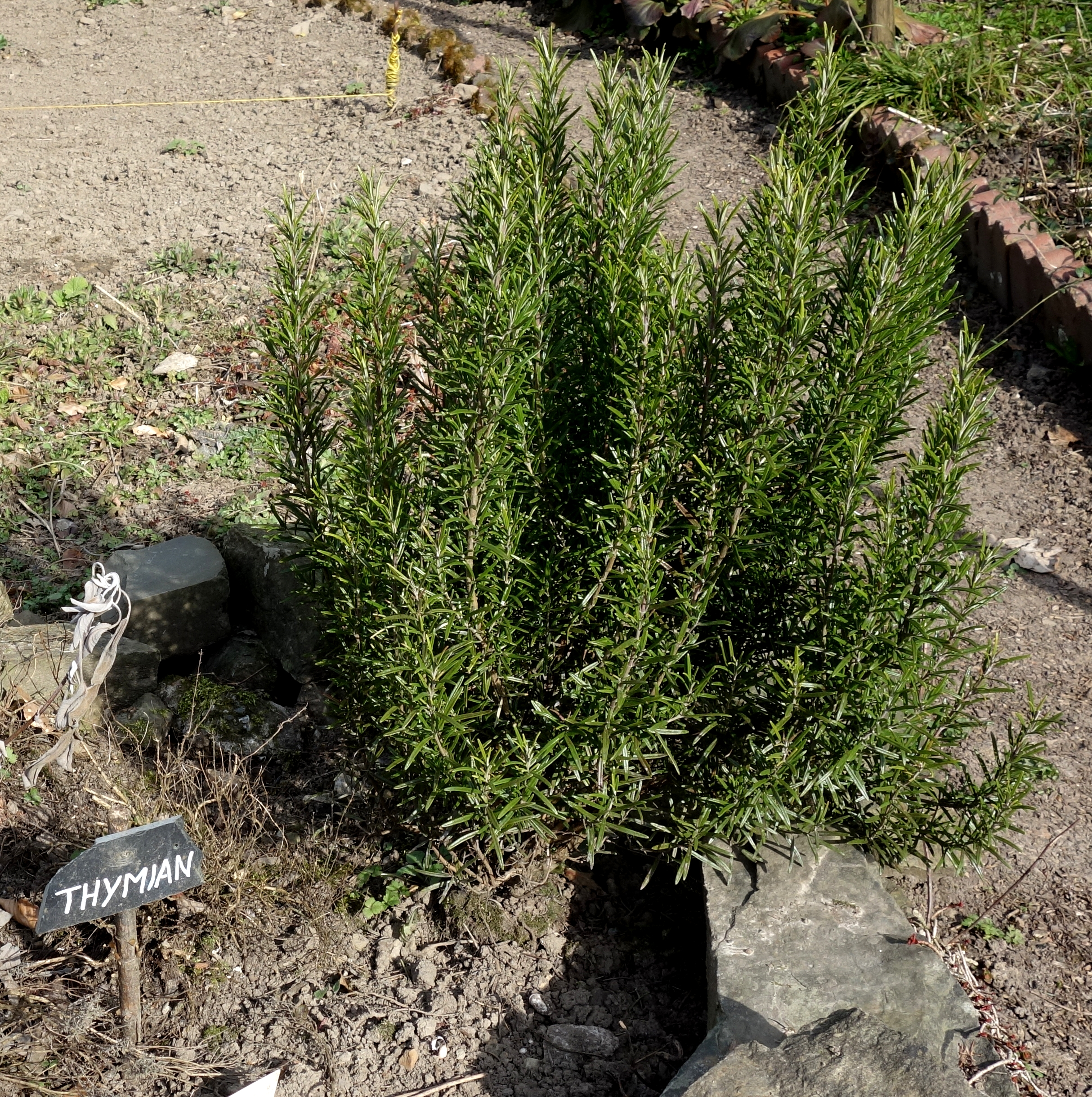
Bauerngarten
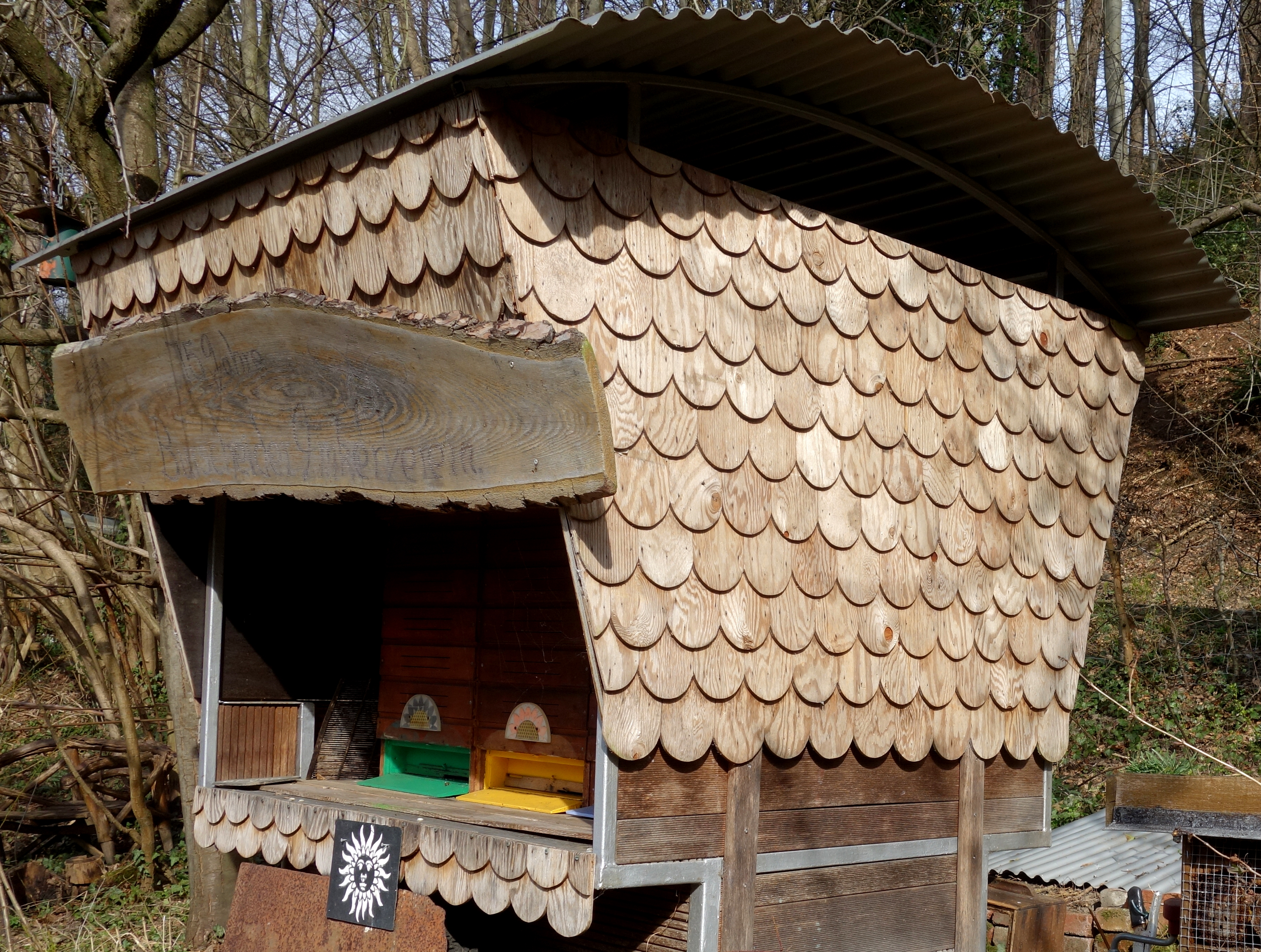
Bienenstock
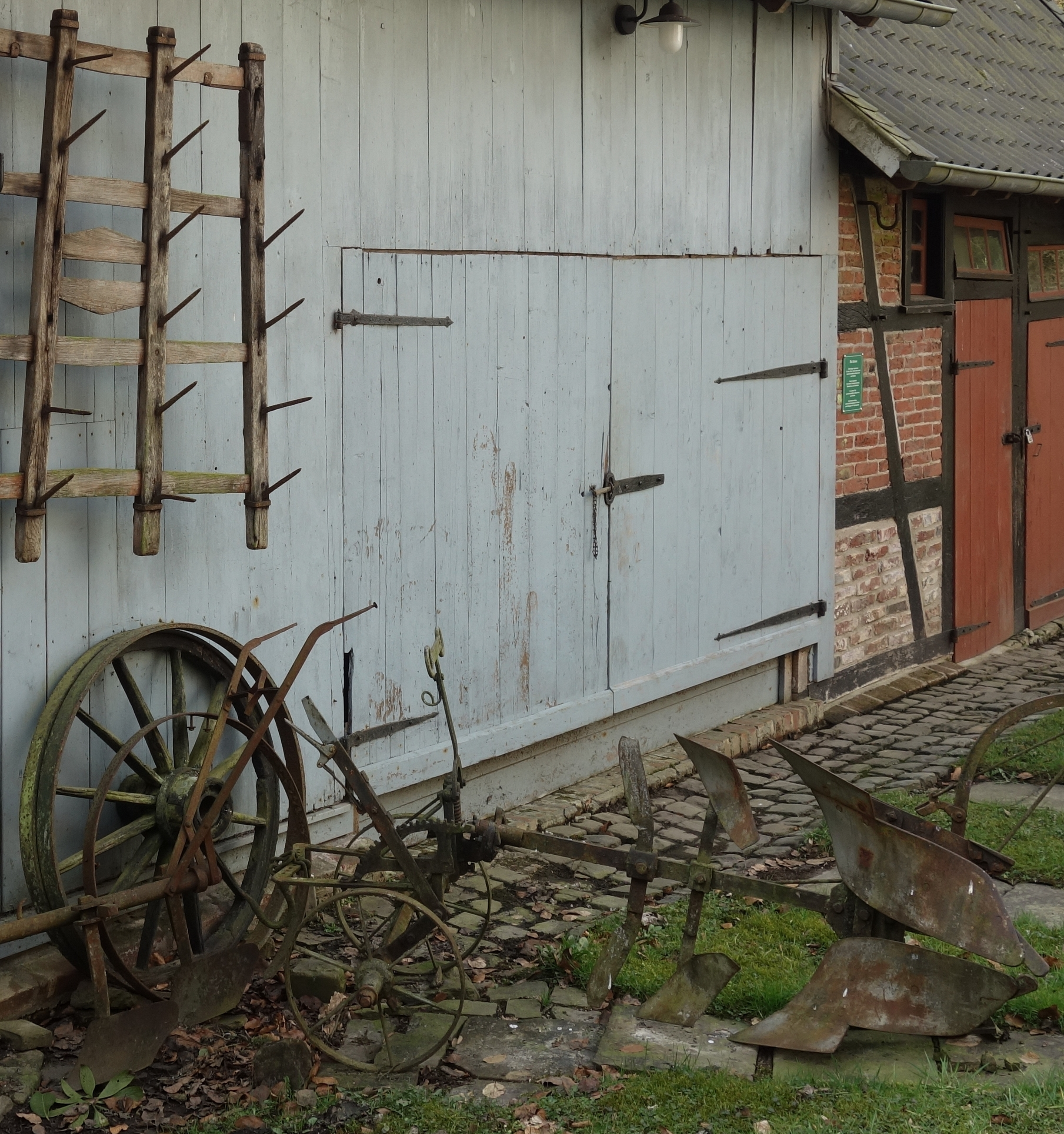
Egge und Pflug vor der Scheune
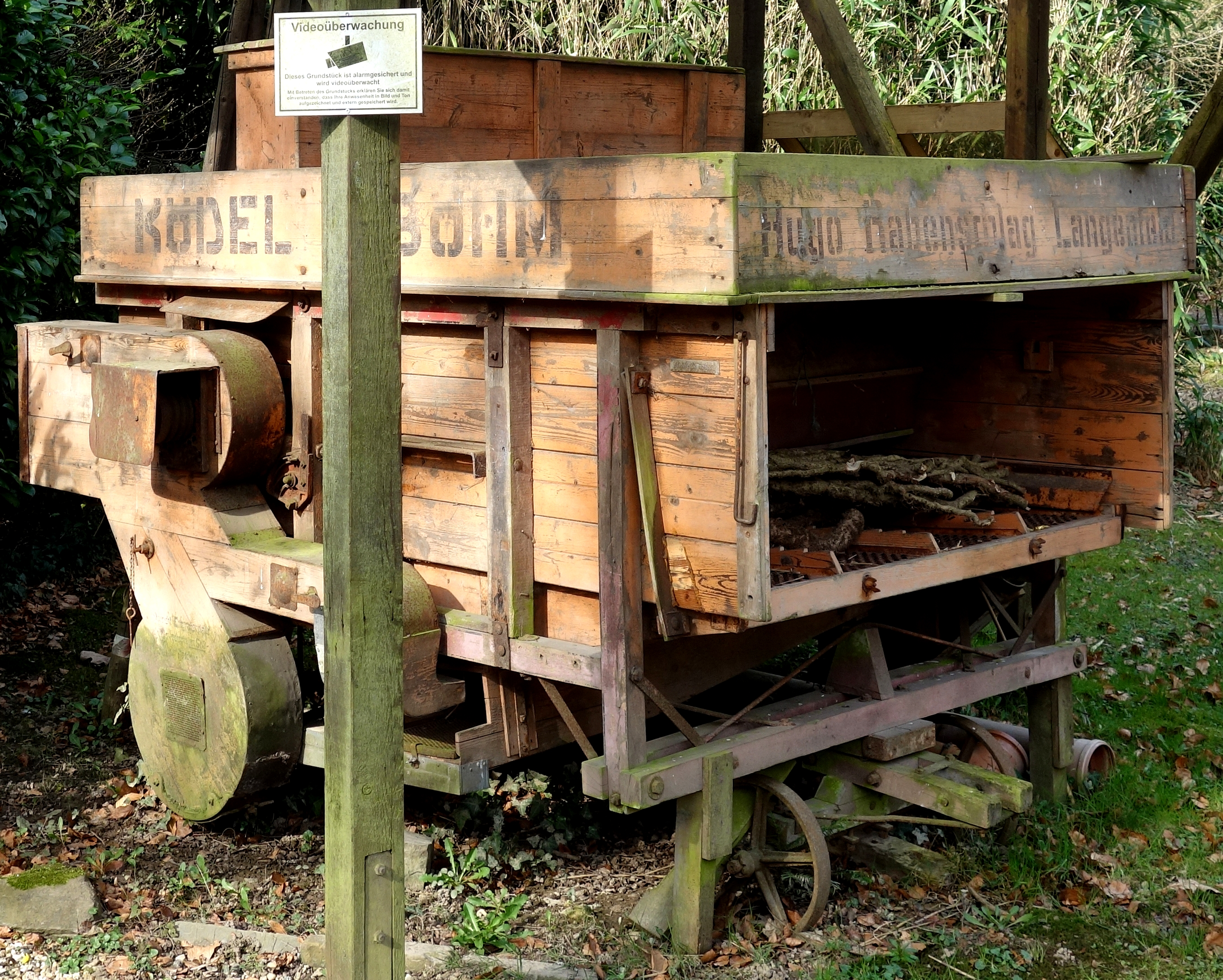
Mühlentechnik
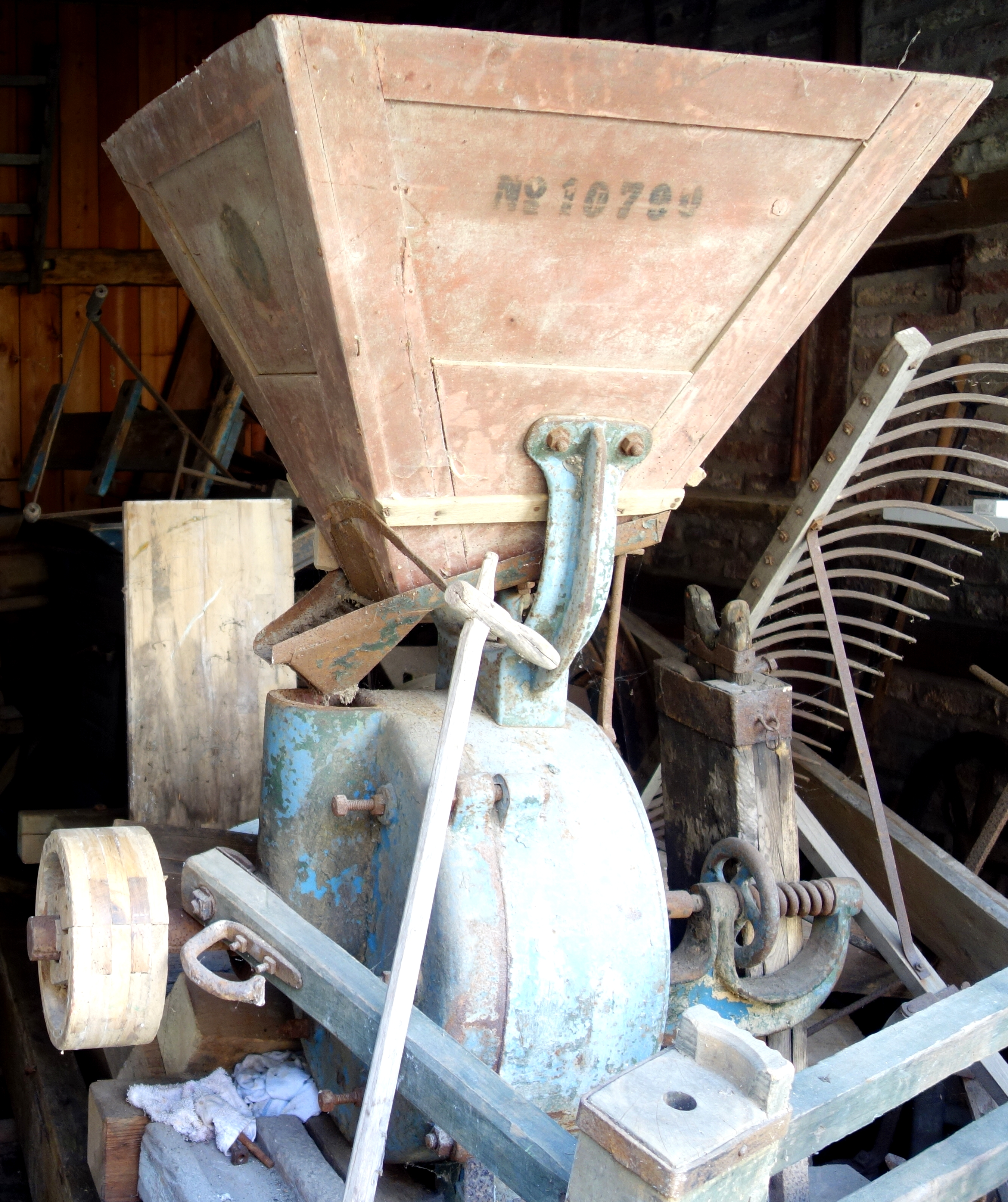
Blick in die Scheune
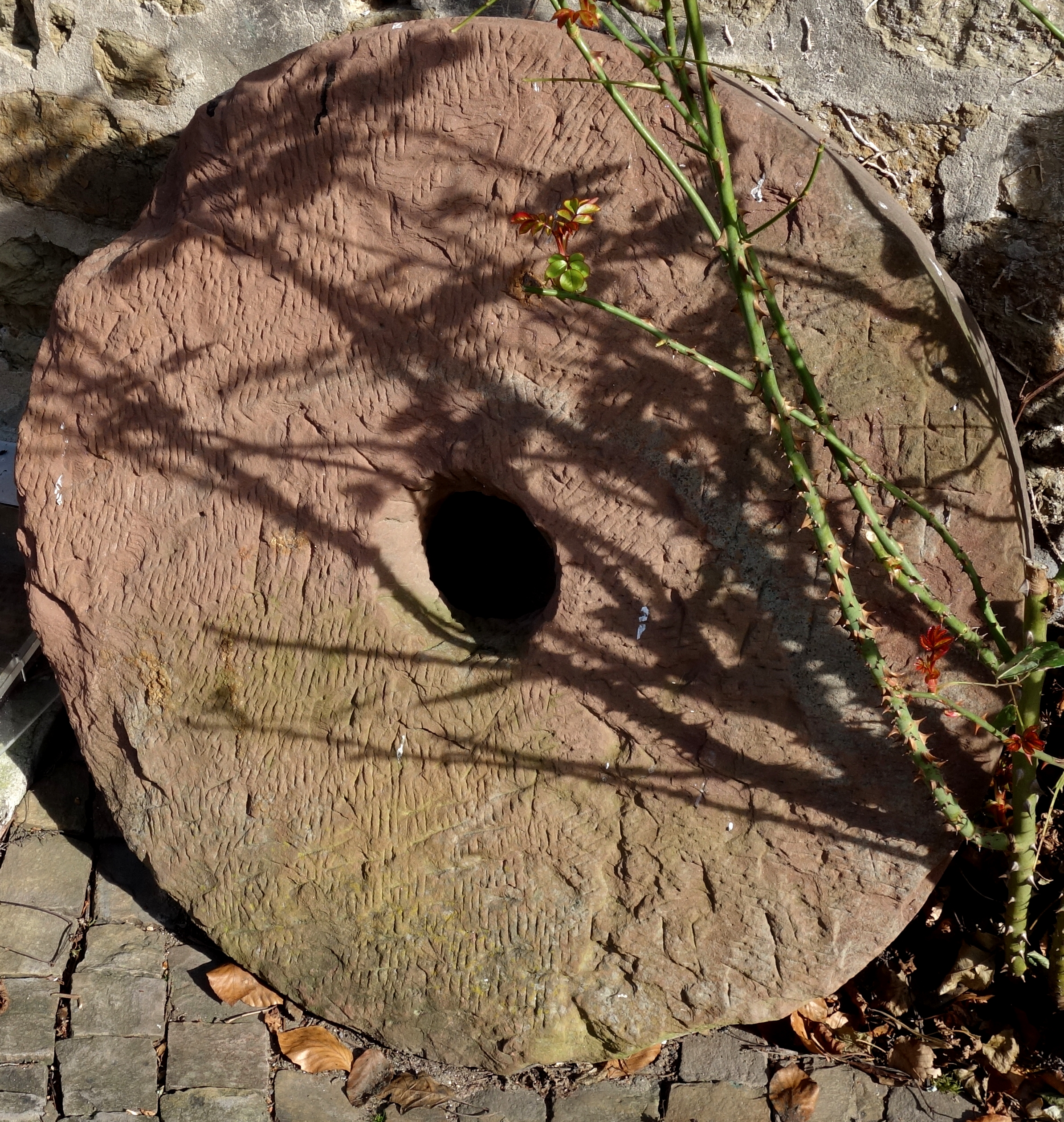
Mühlstein

## Mühlentechnik

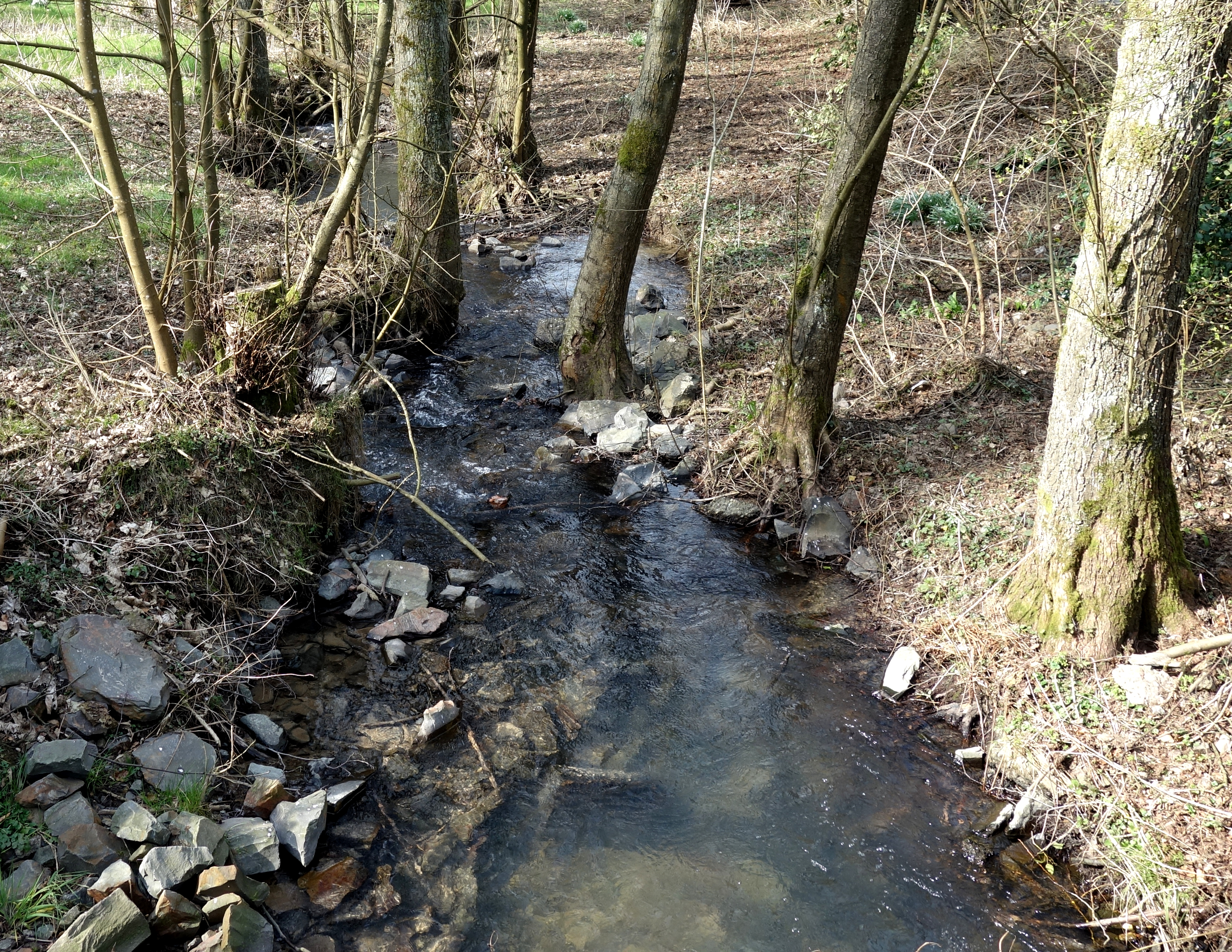
Wiembach im Mühlenbereich

Die Lambertsmühle ist eine Getreidemühle, die durch ein oberschlächtiges Wasserrad angetrieben wird. Das Wasser wird etwa 200 m oberhalb der Mühle dem Wiembach entnommen, in einem Mühlenteich gesammelt und ungestaut über einen Obergraben der Mühle zugeführt. Dazu müssen zwei Schleusen geöffnet werden. Nachher wird das Wasser über den Untergraben in den Wiembach zurückgeleitet.
Eines der ursprünglich drei Mahlwerke wurde von derer holländischen Mühlenbaufirma Bijk restauriert und 2002 fertig gestellt. Die aus Mayener Basalt gefertigten Mühlsteine der beiden anderen Mahlwerke sind zu Schauzwecken ausgestellt.
Mühlrad und Räderwerk sind in Holz ausgeführt, so wie es bis 1880 auch war. Die Mühlradwelle und die Radspeichen sind aus Eichenholz, die Felgen und Kammern aus Lärchenholz gefertigt. Im inneren Räderwerk bestehen die Speichen aus Eichenholz, die Felgen aus Ulmenholz und die Zähne aus Hainbuchenholz.
Das Mahlgut, welches den Mahlgang über die so genannte Mehlrutsche verlässt, ist Vollkornschrot, aus dem Brot oder Kuchen gebacken werden kann.

## Denkmalschutz
Die Lambertsmühle ist seit 1983 unter der Nummer 22 in der Liste der Baudenkmäler in Burscheid verzeichnet.